# Attentat de l'hôtel King David
L’attentat de l'hôtel King David à Jérusalem a été perpétré le 22 juillet 1946. Cette attaque à la bombe a été préparée et menée par l'organisation juive Irgoun (dirigé alors par Menahem Begin, qui sera premier ministre d’Israël de 1977 à 1983) avec l'aval du Mouvement de la  résistance hébraïque (structure en juin 1945  fédérant la Haganah, l'Irgoun et le Lehi, ou groupe Stern), et visait les autorités britanniques dont les bureaux étaient situés au sein de l'hôtel King David à Jérusalem, alors en Palestine mandataire. Cet attentat a fait de nombreuses victimes : 91 morts et 46 blessés.

## Historique
À la suite de différentes attaques de la part de l'Irgoun qui combat la présence anglaise, les autorités britanniques lancent le 29 juin, l'opération Agatha, avec pour but le démantèlement des différentes cellules de l'organisation juive. Des documents contenant des informations importantes sur l'Irgoun ainsi que la Haganah sont saisis à l'Agence juive, des caches d'armes sont découvertes et environ 2 700 Juifs sont arrêtés par la police britannique et les autorités militaires britanniques,.

## L'hôtel

### Présentation des lieux

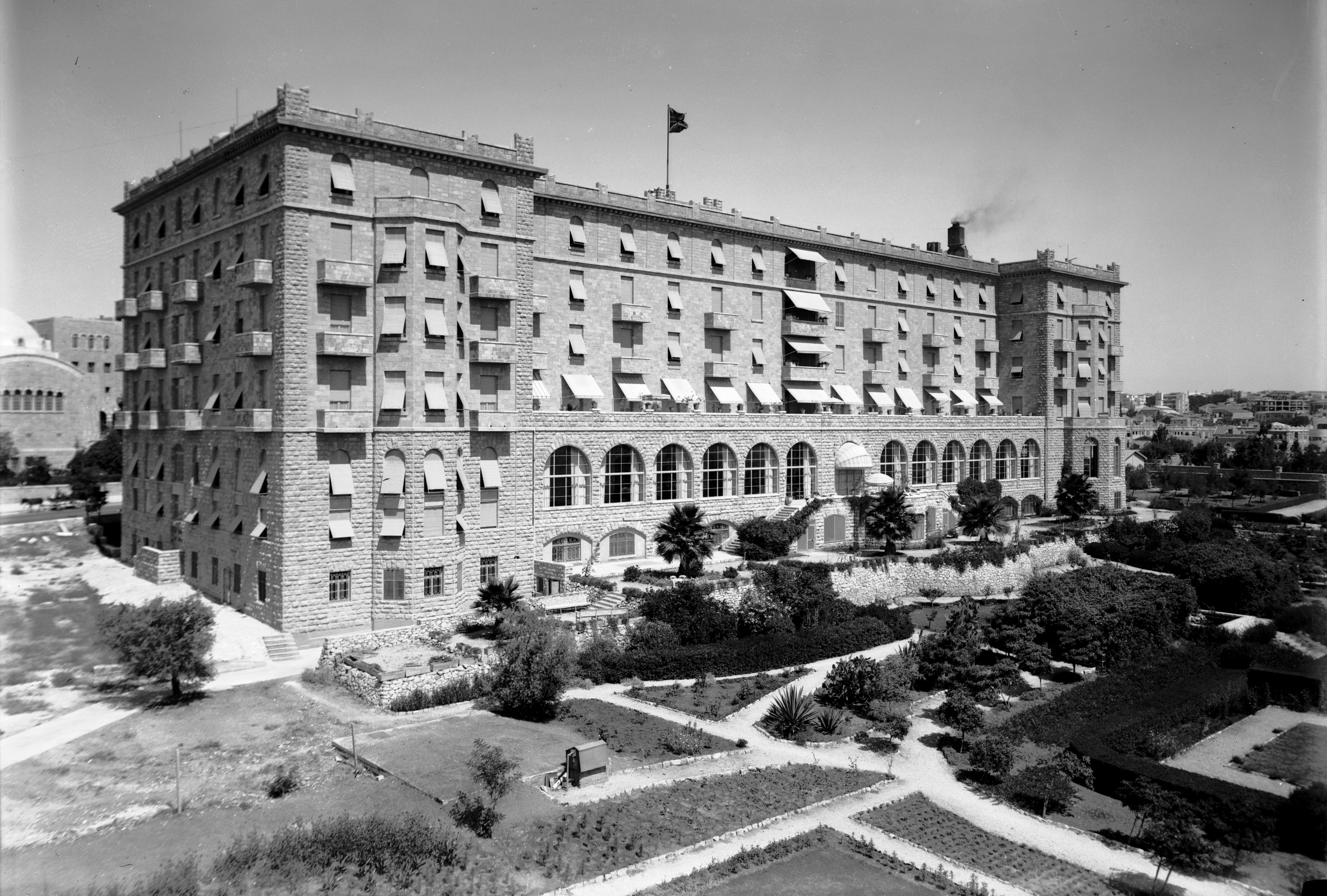
L'hôtel en 1931.

L’hôtel King David, un des hôtels les plus prestigieux de l'époque, abrite alors au sein de son aile sud, le secrétariat du gouvernement britannique de Palestine (British Mandate Secretariat in Palestine), le commandement militaire britannique (Army Headquarters) et le service d'investigation et de renseignement britannique, au sein de la British Police in Palestine. C'est ce service qui détient de nombreux documents importants sur les groupes armés sionistes récupérés lors de l'opération Agatha. L'Irgoun a donc tout intérêt à faire disparaître ces documents avant leur utilisation par le gouvernement britannique. Les bureaux des différents services britanniques sont répartis sur cinq niveaux de l'aile sud et deux niveaux de la partie centrale.

### La sécurité
Les autorités britanniques ont sécurisé l'accès à l'aile sud du bâtiment avec des barbelés ainsi que plusieurs points de contrôle. Il faut donc montrer patte blanche pour accéder à cette partie de l'hôtel. Une mitrailleuse avec un puissant projecteur pour éclairer la zone la nuit a même été placé sur le toit d'un bâtiment annexe. Seul le sous-sol n'est pas sécurisé et c'est cette faille que va exploiter l'Irgoun,.

## L'attaque
Le 22 juillet, vers midi, une camionnette de livraison se présente à l'entrée de service de l'hôtel, avec à l'intérieur plusieurs membres de l'Irgoun habillés en Arabes. Descendus de leur véhicule, ils pénètrent dans le bâtiment, se faisant passer pour des livreurs de lait transportant avec eux plusieurs bidons. Puis, pendant que certains d'entre eux tiennent en respect le personnel de cuisine ainsi qu'un capitaine français, officier de liaison avec les Britanniques, d'autres se dirigent par le tunnel du sous-sol jusque sous l'aile sud du bâtiment, où ils placent leurs charges explosives. Au même moment, une détonation est entendue émanant d'une rue voisine de l'hôtel, à la suite de l'explosion d'une grenade lancée sous un camion-citerne, et ce dans le but de détourner l'attention de l'action en cours à l'hôtel. Dans le même temps, un officier anglais blessé par balle lors d'une rencontre fortuite avec les terroristes quelques minutes avant dans un des couloirs de l'hôtel, arrive à remonter au rez-de-chaussée et donne l'alerte. Les terroristes prennent alors la fuite dans une auto garée à l'extérieur de l'enceinte de l'hôtel. Au moins deux d'entre eux sont blessés par balle lors de leur fuite. À 12 h 37, une explosion secoue le bâtiment et une partie de l'aile sud s'effondre, ensevelissant environ cent cinquante personnes. Néanmoins, d'autres bombes non explosées seront découvertes par la suite dans le sous-sol du bâtiment prouvant que l'explosion aurait pu réduire en cendres une partie plus importante de l'hôtel, mais, dans la précipitation, les terroristes n'ont pu exécuter leur mission jusqu'au bout. D'ailleurs le consulat général de France situé à une centaine de mètres de l'hôtel reçoit, une dizaine de minutes après l'explosion, un coup de fil anonyme le prévenant d'une explosion imminente à l'hôtel. Il est permis de penser qu'effectivement, les terroristes ont déclenché leur explosion trop tôt et de façon incomplète.

## Les victimes

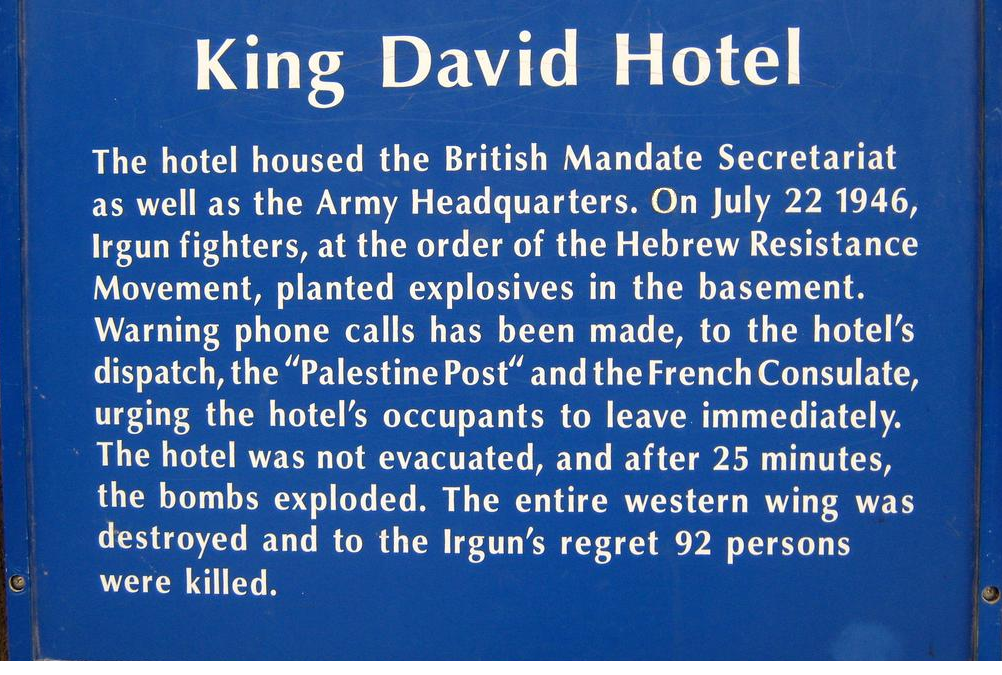
Plaque commémorative posée devant l'hôtel lors du de l'attentat.

Six survivants seront extraits des décombres par les équipes de recherches.  91 morts sont dénombrés :  28 Britanniques, 41 Arabes palestiniens, 17 Juifs palestiniens, 2 Arméniens, 1 Russe, 1 Grec et 1 Égyptien. 46 personnes sont plus ou moins grièvement blessées. Un des terroristes de l'Irgun sera trouvé mort et un autre qui fut blessé lors de cette opération fut retrouvé au cœur de la vieille ville de Jérusalem, lors de fouilles pratiquées par la police britannique.
| Nationalité          | Morts |
| -------------------- | ----- |
| Palestine mandataire | 58    |
| Royaume-Uni          | 28    |
| RSS d'Arménie        | 2     |
| RSFS de Russie       | 1     |
| Royaume de Grèce     | 1     |
| Royaume d'Égypte     | 1     |

## Conséquences
L'attentat est condamné de toute part que ce soit par les Arabes, des Juifs, le gouvernement britannique ou les autres États. 
Dans les jours qui suivent, le commandement britannique est accusé, par les terroristes de l'Irgoun, de ne pas avoir tenu compte d'un appel anonyme qui aurait été passé avant l'explosion, conseillant l'évacuation du bâtiment, ce qui aurait eu comme conséquence que le nombre de victimes de l'attentat (morts et blessés) soit très important. Accusation récusée par le Consul de France à Jérusalem qui affirme que la découverte d'autres explosifs après l'attentat ainsi que le créneau horaire de l'opération terroriste, correspondant à une forte fréquentation habituelle du bâtiment, démontrent une absence de préoccupation des extrémistes Juifs d'épargner des vies humaines. Malgré tout,  l'appel téléphonique au Consulat général de France à Jérusalem, qui se trouve à environ une centaine de  mètres de l'Hôtel, avertissant d'une explosion imminente, mais passé une dizaine de minutes après la déflagration, laisse penser à l'éventualité d'un déclenchement anticipé de la charge explosive par le commando terroriste ayant investi le sous-sol de l'hôtel. 
Les autorités britanniques en Palestine, civiles ou militaires, affirment n'avoir jamais reçu le moindre appel demandant l'évacuation de l'hôtel. 
Cet attentat va conforter le gouvernement britannique dans sa politique pro-arabe et va aussi l'amener petit à petit à changer sa politique en Palestine. Il va procéder au retrait progressif de sa présence en Palestine.
Ainsi, en mars 1947, le gouvernement britannique demande à l'ONU de prendre en charge le problème ingérable de la Palestine mandataire et annonce son départ total de cette zone au plus tard pour le 15 mai 1948 ; un jour avant ce délai, David Ben Gourion, président du Yishouv, organe représentatif des Juifs en Palestine, procédera à la création de l'État d'Israël, par sa déclaration lue et radiodiffusée vers 16 heures locales depuis le musée de Tel Aviv, en présence des représentants des mouvements sionistes.
La volonté politique de Theodor Herzl, au premier congrès sioniste de Bâle réuni du 29 au 31 août 1897, soit la création d'un État national pour les Juifs qui le désirent en Palestine, après avoir rédigé " l'État des Juifs " en 1896, publié à Vienne, après avoir été correspondant de journal autrichien en France lors du procès du capitaine Dreyfus à Paris en 1895, s'est réalisée en un peu plus de 50 ans : la population juive en Palestine ottomane - environ 60 000 personnes vers 1900 - est d'environ 650 000 personnes avant la fin du mandat britannique, en mai 1948.

## Postérité
Le soixantième anniversaire de l’attentat est marqué, en 2006, par une conférence organisée au King David afin de célébrer « l’héroïsme » du commando de l'Irgoun, avec la participation d’un des terroristes ayant introduit des explosifs dans l’hôtel et de Benyamin Nétanyahou, dont le père était un partisan actif de l’Irgoun.